# Glens Falls
Glens Falls è una città della contea di Warren, nello stato di New York (Stati Uniti). Fa parte della Glens Falls Metropolitan Statistical Area. La sua popolazione è, secondo il censimento del 2000 dell'United States Census Bureau, di 14.700 abitanti.

## Geografia fisica
La località è situata sull'angolo a sud-est della contea ed è confinante per tre lati - nord, est e ovest - con l'abitato di Queensbury; a sud il territorio è chiuso dal fiume Hudson e dalla contea di Saratoga.

## Storia
Il nome fu attribuito al luogo dal colonnello Johannes Glen. Il termine cascate (falls) si riferisce a una cascata che confluisce nel fiume Hudson nella parte meridionale della città. Lo scrittore James Fenimore Cooper ha ambientato su questa cascata una scena del suo romanzo d'avventura L'ultimo dei Mohicani.

## Soprannomi
Glens Falls è conosciuta come Hometown USA (sorta di città ideale), un titolo che le è stato attribuito dal periodico Look nel 1944.
La città si autodefinisce invece come Empire City (città-impero).

## Amministrazione

### Gemellaggi
- Saga, Giappone